# Liste de personnalités liées à Bayonne
De nombreuses personnalités ont eu un attachement particulier à la ville de Bayonne, commune française du département des Pyrénées-Atlantiques notamment :

## Naissances célèbres à Bayonne
(classement par année de naissance)

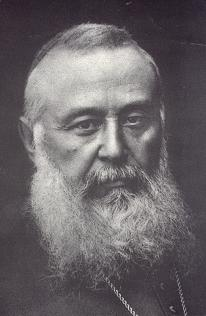
Charles Martial Lavigerie.
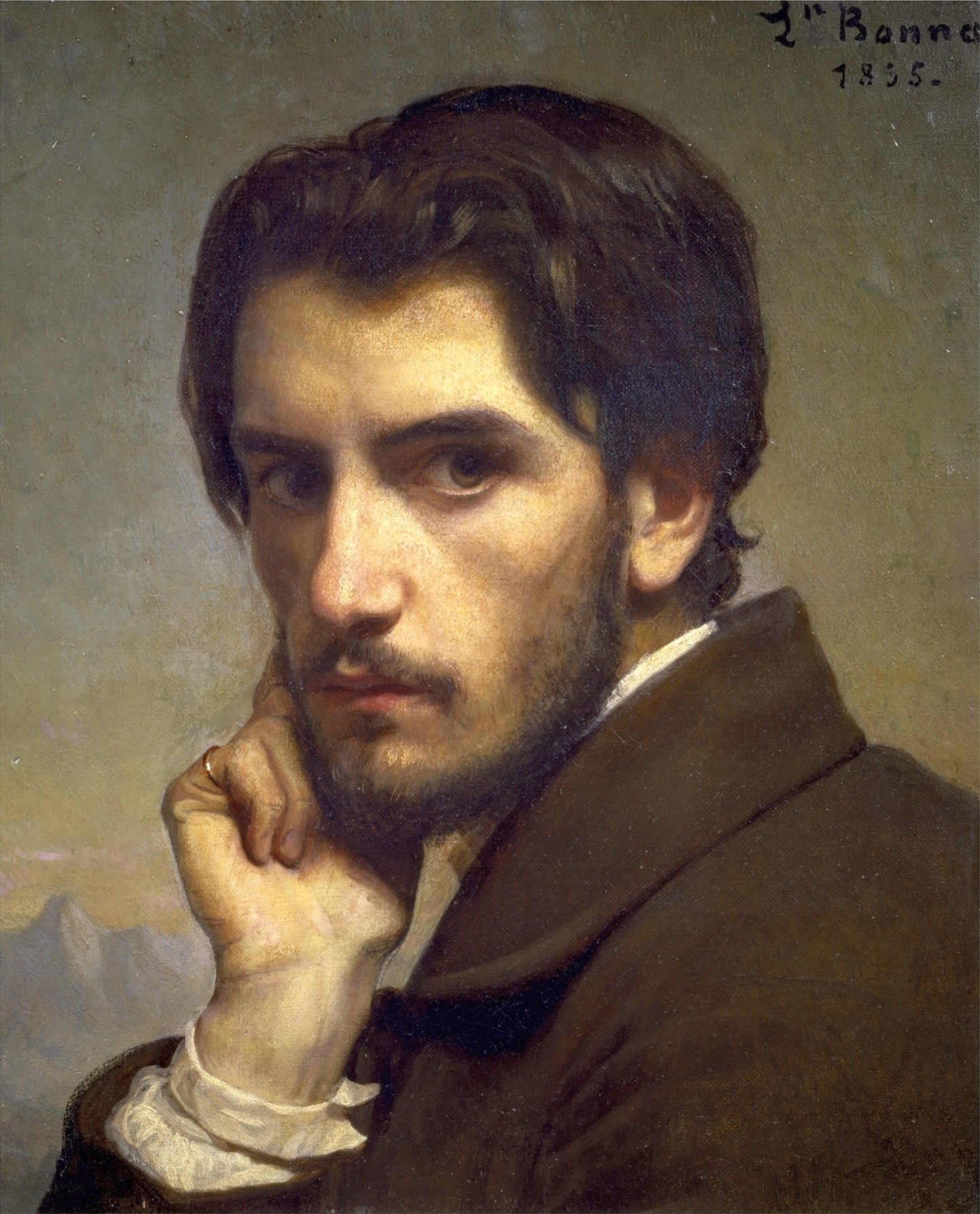
Léon Bonnat[1].
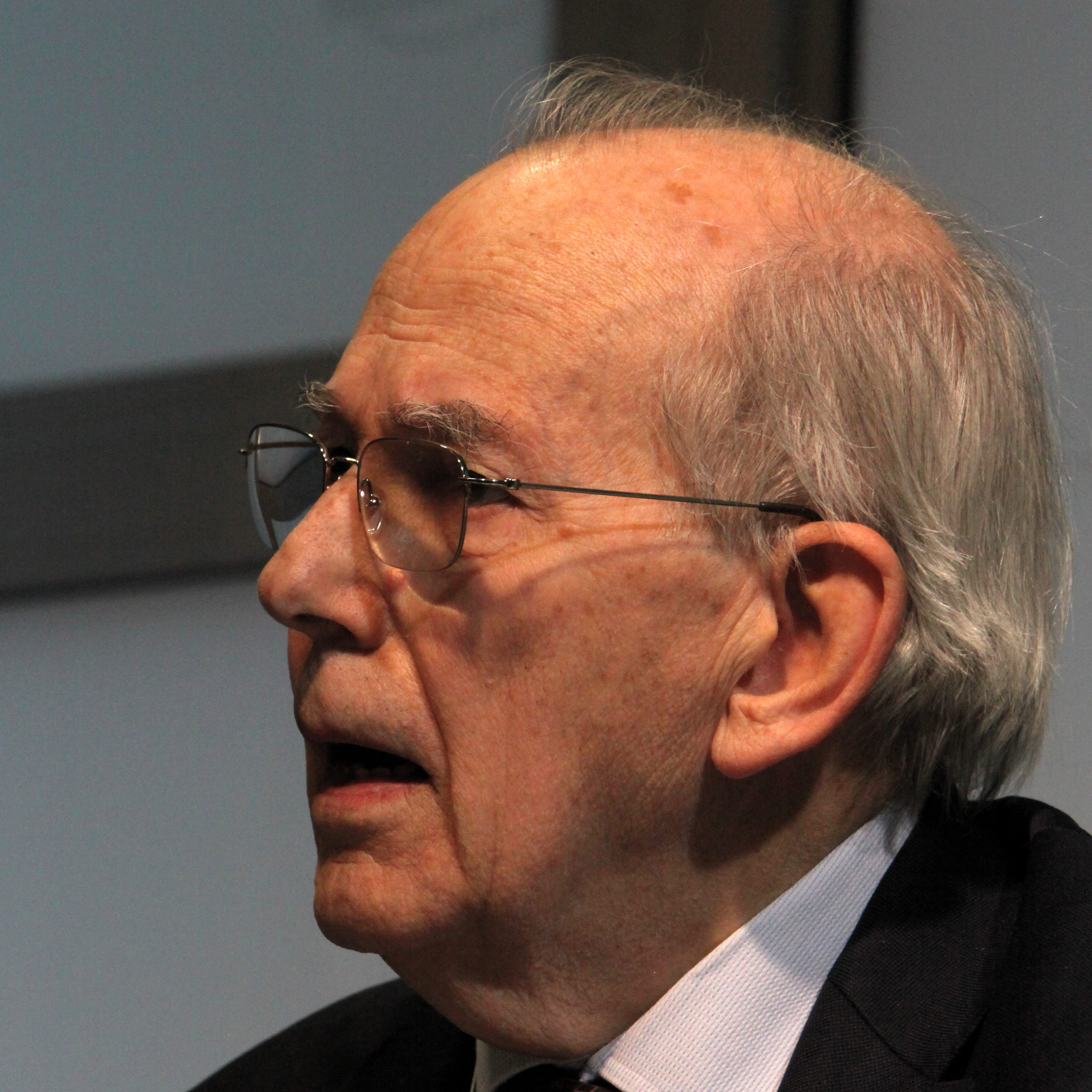
Michel Camdessus [2].
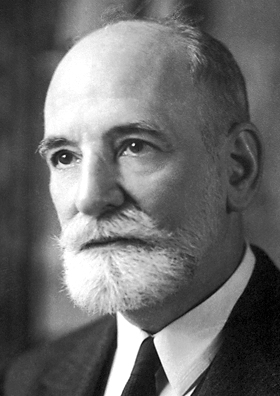
René Cassin.

### XIIIesiècle
- Alphonse d'Angleterre, né à Bayonne en  1273, mort à Windsor en 1284, héritier du trône d'Angleterre.

### XVIesiècle
- Jean Duvergier de Hauranne, né à Bayonne en 1581 et mort à Paris en 1643, était un religieux et théologien français qui introduisit le jansénisme en France ;
- Pierre de Nyert, né en 1597 à Bayonne et mort en 1682, est un chanteur français.

### XVIIesiècle
- Jean de Fourcade, né en 1643 et mort en 1702, il fut garde de Monsieur le duc de Gramont, mais aussi négociant et industriel ;
- Jean-Baptiste du Casse, né en 1646 à Bayonne et mort en 1714, est un marin français ;
- Louis Armand Delom d'Arce, né en 1666 à Bayonne, est un voyageur et un anthropologue français qui est le premier auteur d'une ethnologie réflexive sur l'organisation politique des différents peuples du Québec en nations ;
- Jean Ignace de La Ville, né en 1690 à Bayonne et mort en 1774, est un homme d'église et diplomate français, élu membre de l'Académie française en 1746.

### XVIIIesiècle
- Guillaume Du Tillot, né en 1711 à Bayonne et mort en 1774 à Paris, fut Premier ministre du duché de Parme, et marquis de Felino ;
- Marguerite Brunet, dite Mademoiselle Montansier, née en 1730 à Bayonne et morte en 1820 à Paris, est une actrice et directrice de théâtre. Sa maison natale existe encore, rue des Faures, à Bayonne ;
- Jean-Baptiste Gérard (1735-1815), homme politique né à Bayonne, député aux États généraux de 1789.
- Armand Joseph Dubernad, né à Bayonne en 1743 et mort à Morlaix en 1799, est un négociant, financier, franc-maçon, et révolutionnaire français ;
- François Batbedat, né à Bayonne en 1745 et mort à Vicq en 1806, est un négociant, armateur, maire de Bayonne sous le Consulat, littérateur gascon ;
- Jean Mauco (1745-1827), général de brigade de la Révolution française, né à Bayonne.
- Arnaud Jean Meillan, né à Bayonne en 1748 et mort à Bayonne en 1809, fut élu député de la Convention par le département des Basses-Pyrénées ;
- Martin Garat (1748-1830), administrateur français des XVIIIe et XIXe siècles, directeur général de la Banque de France ;
- Dominique Joseph Garat, né en 1749  à Bayonne et mort en 1833 à Ustaritz, est un avocat, journaliste et philosophe français ; ministre de la Justice de la Convention, c'est lui qui notifie à Louis XVI sa condamnation à mort ; élu à l'Académie française en 1803 ;
- François Cabarrus, né à Bayonne en 1752 et mort à Séville en 1810, est un aventurier et financier espagnol, père de Madame Tallien ;
- Thomas Chegaray de Sandos (1756-1797), général de brigade de la Révolution française, né à Bayonne, mort des suites des blessures reçues lors de la bataille de Rivoli, à Milan.
- Bertrand Pelletier, né en 1761 à Bayonne et mort à Paris en 1797, est un pharmacien et chimiste français ;
- Jean-Pierre Basterrêche, né à Bayonne le 19 février 1762 et mort en son château de Biaudos (Landes) le 9 juin 1827. Il voyage en Hollande, en Angleterre, en Espagne puis s'établit à Bayonne comme financier et armateur. Le 18 décembre 1792 il est élu maire de Bayonne. Élu député en 1815, puis 1819. Président du conseil d'administration de la Compagnie d'assurances générales de 1818 à 1827 ; il avait épousé le 26 mars 1796 (6 germinal an IV)à Paris(le mariage religieux est célébré le 31 mars en l’église Saint Roch) Marie Jeanne Anne Joséphine Wilhelmine de Courtiau (née le 13 octobre 1778 à Amsterdam, elle est la fille de Jean Courtiau (né à Urt en 1732), l’un des dirigeants de la maison de négoce Courtiau Echenique Sanchez et Cie d’Amsterdam, qui est issue d’une vieille famille bourgeoise de Bayonne et de Catherine Wilhelmine Reynders, alors décédée qui est issue d’une famille de négociant d’Amsterdam. Les négociants Corneille et Louis Reynders étaient dans la même société que Jean Courtiau). Lors du mariage les biens du futur époux s’élèvent à 71 000 livres en métalliques et la future apporte en dot 100 000 livres en métallique (contrat de mariage passé à l’étude de Maître Boileau). La mariée  avait deux sœurs : Louise qui épousera en 1797 Maximilien Lamarque, de Saint Sever, elle décédera le 29 Prairial  an VII à Bayonne au 571 de la rue des Tanneries (rue Thiers) à l’âge de 26 ans. La deuxième sœur Adélaïde épousera en 1805 Joseph Brun (1775-1838) né à Bordeaux, négociant, 97 quai des Chartrons à Bordeaux, maire de Bordeaux de 1830 à sa mort le 8 avril 1838, président de la Chambre de Commerce
- Léon Basterrèche, frère du précédent né à Bayonne le 28 février 1763 et mort à Paris le 15 novembre 1801, un des plus gros actionnaires de la Banque de France et qui en sera nommé par le Premier Consul Napoléon Bonaparte régent lors de sa création ; il avait épousé Jeanne Duvidal de Monferrier, nièce de Cambacérès ;
- Jacques Laffitte, né à Bayonne en 1767 et mort à Paris en 1844, est un homme politique, président du Conseil et ministre des finances de novembre 1830 à mars 1831; créateur et gouverneur de la Banque de France ;
- Jean Aulay de Launay, né à Bayonne en 1769 et mort à Aix-en-Provence en 1841, est un général d'Empire ;
- Bernard Dubourdieu, né en 1773 à Bayonne et mort en 1811 à l'île de Vis (île de Lissa), est un marin français ;
- Pierre Firmin Bédat, né en 1774 à Bayonne et mort en 1851 à Bayonne, fut anobli par Napoléon Ier et élevé au titre de baron d'Empire ; il fut aussi donataire en Westphalie et nommé chevalier de la Légion d'honneur ;
- François Faurie, né en 1785 à Bayonne et mort en 1869 à Tarnos (Landes), est un négociant et homme politique français, ancien député des Basses-Pyrénées ;
- Pierre-Michel Martin dit Lubize, né en 1798 à Bayonne au Château-Vieux où son père était garde d'artillerie, et mort en 1863 à Paris, est un dramaturge et librettiste français.

### XIXesiècle
- Joseph Armand Eugène Basterrèche, né à Bayonne le 10 mai 1800, est propriétaire du château de Biaudos et décède au château de Biaudos le 7 mars 1843 ;
- Frédéric Bastiat, né en 1801 à Bayonne et mort en 1850 à Rome, est un économiste et homme politique libéral français. Son livre le plus connu : La Loi. Son plus fervent disciple à travers le temps fut Ronald Reagan, Président des États-Unis[3] ;
- Louis-Édouard Cestac, né en 1801 à Bayonne et mort en 1868 à Anglet, est un vicaire de la cathédrale et le fondateur de la congrégation des Servantes de Marie ;
- Bernard-Romain Julien (1802-1871), artiste lithographe né et mort dans cette ville ;
- Prosper-Michel-Arnaud Hiraboure, né en 1805 à Bayonne et mort en 1859, est un religieux français, évêque d'Aire et Dax ;
- Jérémie Singher, né en 1810 à Bayonne et mort en 1890, était un entrepreneur en assurance, l'un des créateurs de la Mutuelle Mobilière Incendie du Mans ;
- Élise Cestac, née en 1811 à Bayonne et morte en 1849 également à Bayonne, est la sœur de Louis-Édouard Cestac et la cofondatrice de la congrégation des Servantes de Marie ;
- Hélène Feillet, née en 1812 et morte en 1889, peintre et lithographe ;
- Delphin Alard, né en 1815 à Bayonne et mort à Paris en 1888, est un violoniste français ;
- Jean Bernard Jauréguiberry, né à Bayonne en 1815 et mort en 1887 à Paris, est un amiral et un homme politique français ;
- Jules Armingaud, né à Bayonne en 1820 et mort en 1900 à Paris, est un violoniste et compositeur français ;
- Charles Martial Lavigerie, né le à Bayonne en 1825 et mort en 1892 à Alger (Algérie), est un cardinal français du XIXe siècle ;
- Achille Zo, né à Bayonne en 1826 et mort à Bordeaux en 1901, est un peintre français. Il fut directeur de l'école des beaux-arts de Bayonne (1871), puis de celle de Bordeaux (1889) ;
- Léon Bonnat, né à Bayonne en 1833 et mort à Monchy-Saint-Éloi en 1922, est un peintre académique et portraitiste français. Ses divers legs à sa ville natale de ses collections personnelles ont permis (de son vivant) l'ouverture d'un Musée. Son cabinet des dessins est un des plus prestigieux de France. On y trouve notamment les travaux préparatoires du Serment des Horaces de David ;
- Ferdinand Corrèges, né à Bayonne en 1844 - mort à Bayonne en 1904, est un artiste dessinateur et peintre. Il est principalement connu pour ses aquarelles figuratives ethnographiques ou historiques ;
- Henri Lorin, né en 1866 à Bayonne et mort en 1932 à Bordeaux, est un géographe et sociologue français, député entre 1919 et 1932, et l'un des principaux animateurs de la naissance du catholicisme social en France ;
- Hubert-Denis Etcheverry, né en 1867 à Bayonne et mort en 1950 à Bayonne, est un peintre français ;
- Jules Pavillard, né en 1868 à Bayonne est un botaniste français;
- Marie Charles Duval, né en 1869 à Bayonne, est un général français, également Directeur de l'aéronautique ;
- Joseph Garat, (1872-1944), député-maire de Bayonne et impliqué dans l'affaire Stavisky qui est partie du Crédit Municipal de Bayonne en décembre 1933 ;
- Henri-Achille Zo, né à Bayonne en 1873 et mort à Onesse-et-Laharie en 1933, est un peintre, élève des peintres Léon Bonnat et de son père Achille Zo ;
- Pierre Lhande, né en 1877 à Bayonne et mort en 1957 à Tardets-Sorholus, est un prêtre jésuite, pionnier de la prédication radiophonique ;
- Pierre Rectoran (1880 Bayonne - 1952 Bayonne) écrivain français.
- Joseph Lartigue, né en 1886 à Bayonne et mort en 1938, était un syndicaliste des PTT ;
- René Cassin, né en 1887 à Bayonne et mort en 1976 à Paris, était un juriste, diplomate français. Il reçut le Prix Nobel de la paix en 1968 pour son travail lors de l'élaboration de la Déclaration universelle des droits de l'homme. Il repose au Panthéon (Paris). La Poste a émis deux timbres à son effigie ;
- Fernand Daguin, né en 1889 à Bayonne et disparu en mer en 1948, est un géologue français ;
- Thierry Sandre, né en 1890 à Bayonne et mort en 1950, est un écrivain, poète, essayiste ;
- Marga d'Andurain, aventurière, née à Bayonne en 1893 ;
- Joseph Urtasun, né en 1894 à Bayonne et mort en 1980, est un évêque catholique français, évêque de Valence de 1952 à 1955 et archevêque d'Avignon de 1957 à 1970 ;
- Pierre Richard-Willm, né en 1895 à Bayonne et décédé en 1983 à Paris, comédien ;
- Félix Lasserre, né en 1895 à Bayonne et mort en 1965 à Saint-Avold, est un joueur français de rugby à XV ayant évolué à l'Aviron bayonnais, puis à l'US Cognac et enfin au FC Grenoble ;
- Eugène Billac, né à Bayonne en 1898 et mort à Bayonne en 1957, est un joueur français de rugby à XV ayant évolué à l’Aviron bayonnais et au Stade bordelais ;
- Henri Béhotéguy, né à Bayonne en 1898 et mort à Bayonne en 1975, est un joueur français de rugby à XV, ayant évolué  à l'Aviron bayonnais, au Racing club de France, puis à l'US Cognac, ainsi qu'en équipe de France.

### XXesiècle
- André Béhotéguy, né à Bayonne en 1900 et mort à Nice en 1960, est un joueur français de rugby à XV, ayant évolué à l'Aviron bayonnais, puis à l'US Cognac, ainsi qu'en équipe de France ;
- René Graciet, né en 1904 à Bayonne, est un joueur français de rugby à XV ayant évolué en sélection nationale et au Stade bordelais ;
- Paul Ithurra, né le 17 mai 1905 à Bayonne et mort le 11 février 1969. Joueur de rugby à XV. Il a été 2 fois champion de France de rugby avec Biarritz en 1935 et 1939 et 2 fois finaliste en 1934 et 1938 avec ce même club. Il a été international de rugby à 3 reprises en 1936 et 1937. Il jouait deuxième ligne (1,86 m - 98 kg).
- Jean Delay, né à Bayonne en 1907 et mort à Paris en 1987, psychiatre et écrivain français, élu à l'Académie française en 1959 ;
- Roger Lapébie, né en 1911 à Bayonne et mort en 1996 à Pessac, est un coureur cycliste ;
- Paul Maye, né en 1913 à Bayonne et mort en 1987, est un coureur cycliste français ;
- Marcel Suarès, né en 1914 à Bayonne et mort en 2004 dans la même ville, résistant et Compagnon de la Libération. Il fut conseiller municipal de Bayonne pendant plus de quarante ans.
- Georges Dupiot, (1919), Grand Maître fondateur de la confrérie du jambon de Bayonne ;
- Jean Darnel, (1923), acteur et metteur en scène ;
- André Alvarez, né à Bayonne en 1923 et mort en 2005, est un joueur français de rugby à XV, ayant joué à l'Aviron bayonnais, puis au Racing club de France, et enfin à l'US Tyrosse, ainsi qu'en sélection nationale ;
- Jeanne Monteil, née à Bayonne en 1924 et morte dans la même ville en 1999, est une poétesse et animatrice de la revue Vents et Marées ;
- Jean Pilon, né en 1925 à Bayonne et mort le 30 novembre 2000, est un joueur de rugby à XV qui a joué avec l'équipe de France, l'Aviron bayonnais et le CA Périgueux ;
- Jean-Henri Pargade, né en 1928 à Bayonne, est un joueur français de rugby à XV, qui a joué avec l'équipe de France et l'Aviron bayonnais ;
- Paul Labadie, né en 1928 à Bayonne, est un joueur de rugby à XV qui a joué avec l'équipe de France et l'Aviron bayonnais ;
- Michel Camdessus, né en 1933 à Bayonne, est un économiste qui fut président du Fonds monétaire international du 16 janvier 1987 au 14 février 2000. Il est Gouverneur Honoraire de la Banque de France ;
- Jacques Rollet, né en 1934 à Bayonne, est un joueur de rugby à XV qui a joué avec l'équipe de France et à l'Aviron bayonnais ;
- Michel Portal, né en 1935 à Bayonne, élève de l'école Albert 1er, est un musicien et compositeur français de jazz ;
- Michel Sainte-Marie, né à Bayonne en 1938, est un homme politique ;
- Gérard Poulet, né en 1938 à Bayonne, est un violoniste classique ;
- Jean Grenet, né en 1939 à Bayonne, élève à l'école Albert 1er, est un homme politique, maire de Bayonne de 1993 à 2014 qui a succédé à son père. Député ;
- Bernard Duprat, né en 1943 à Bayonne, est un joueur de rugby à XV qui a joué avec l'équipe de France et avec l'Aviron bayonnais, l'Anglet olympique puis l'US Mouguerre ;
- Nicole Péry, née à Bayonne en 1943, est une femme politique, ex-vice-Présidente du Parlement européen ;
- Jean-Louis Ugartemendia, né en 1943 à Bayonne, est un joueur de rugby à XV qui a joué avec l'équipe de France et le Saint-Jean-de-Luz olympique rugby ;
- Francis Marmande, né en 1945 à Bayonne, est un professeur et écrivain français ;
- Charles "Xarles" Videgain, né le 30 juin 1947, désigné membre correspondant d'Euskaltzaindia, l'académie de la langue basque, le 25 mars 1983, et membre titulaire depuis le 26 mars 2009.
- Guy Nadaud, dit Golo, né en 1948 à Bayonne, est un auteur de bande dessinée ;
- Katia et Marielle Labèque, Nées respectivement en 1950 et 1952 à Bayonne, sont deux sœurs qui forment un des duos français de piano les plus célèbres de la fin du XXe siècle et du début du XXIe siècle ;
- Jean-Louis Cazes, né à Bayonne en 1951, est un footballeur français ;
- Christian Sarramagna, né à Bayonne en 1951, est un ancien footballeur français (AS St-Étienne) devenu entraîneur ;
- Olivier Ribeton, né à Bayonne en 1952, conservateur du musée basque et de l'histoire de Bayonne de 1989 à 2020 ;
- Dominique Burucoa, né à Bayonne en 1952, est directeur de la Scène nationale du Sud-Aquitain et trompettiste de jazz ;
- Didier Munduteguy, né en 1953 à Bayonne, est un navigateur ;
- Henri de Castries, né en 1954 à Bayonne, est le Président du directoire d'Axa depuis mai 2000 ;
- Gustave Parking, né en 1955 à Bayonne, est un humoriste français ;
- Patrick Perrier, né en 1957 à Bayonne, est un joueur de rugby à XV qui a joué avec l'équipe de France et l'Aviron bayonnais ;
- Bernard Blancan, né en 1958 à Bayonne, est un acteur français ;
- Francis Lalanne, né à Bayonne en 1958, est un poète auteur-compositeur-interprète de chansons ;
- Laurent Pardo, né à Bayonne en 1958 est un joueur de rugby à XV qui a joué avec l'équipe de France. Il a évolué essentiellement au sein de l'Aviron bayonnais ;
- Christophe Hondelatte, né en 1962 à Bayonne, est un journaliste français de radio et de télévision ;
- Mac Lesggy, né en 1962 à Bayonne, est un journaliste scientifique ;
- Éric Bayle, né en 1963 à Bayonne, journaliste sportif, responsable du rugby sur Canal + ;
- Sylvain Luc, né à Bayonne en 1965, est un guitariste de jazz ;
- Anne Dauga, née à Bayonne en 1965, est la Directrice de la BHPT, Bibliothèque Historique des Postes et des Télécommunications, site national de la mémoire postale ;
- Delphine Ernotte-Cunci, née le 28 juillet 1966 à Bayonne, présidente de France télévision depuis 2015
- Jean-Michel Gonzalez, né en 1967 à Bayonne, est un joueur de rugby à XV qui a joué en sélection nationale ;
- Pascal Bidégorry, né en 1968 à Bayonne, est un navigateur ;
- Didier Deschamps, né à Bayonne en 1968, est un ancien footballeur, Champion du Monde 1998, entraîneur de Ligue 1 ; sélectionneur de l'équipe de France depuis 2012.
- Marie Darrieussecq, née en 1969 à Bayonne, est une écrivaine ;
- Éric Ospital, né en 1971 à Bayonne, est un artisan charcutier ;
- Bénédicte Delmas, née en 1972 à Bayonne, est une actrice française de série télévisée ;
- Antony Dupuis, né en 1973 à Bayonne, est un joueur de tennis ;
- Denis Greslin, né en 1973 à Bayonne, est un responsable politique et associatif ;
- Martial Esnal, né en 1974 à Bayonne, est un joueur français de hockey sur glace ;
- Louis-Gilles Pairault, né en 1974 à Bayonne, est un archiviste et historien français ;
- Cédric Bergez, né en 1975 à Bayonne, est un joueur de rugby à XV qui évolue à l'Aviron bayonnais ;
- Daniel Larrechea, né en 1977 à Bayonne, est un joueur de rugby à XV qui évolue à l'Aviron bayonnais ;
- Philippe Bidabé, né en 1978 à Bayonne, est un joueur de rugby à XV qui évolue au Biarritz olympique ;
- Laurent Marticorena, né en 1978 à Bayonne, est un joueur de rugby à XV qui joue à Castres ;
- Loan Mas, née en 1978 à Bayonne, est une animatrice de télévision ;
- Andrée Rosier, née en 1978 à Bayonne, est une chef cuisinière, Meilleur Ouvrier de France en 2007 ;
- François Gelez, né en 1979 à Bayonne, est un joueur de rugby à XV, qui a joué avec l'équipe de France ;
- Xavier de Le Rue, né en 1979 à Bayonne, est un snowboardeur spécialisé dans l’épreuve de cross dont il a été deux fois champion du monde ;
- Imanol Harinordoquy, né en 1980 à Bayonne, est un joueur de rugby à XV qui joue en équipe de France et évolue au sein de l'effectif du Stade toulousain ;
- Julien Peyrelongue, né en 1981 à Bayonne, est un joueur de rugby à XV qui évolue actuellement dans l'équipe de US Dax ;
- Éva Bisséni, née en 1981 à Bayonne, est une judokate française ;
- Xavier Daramy, né en 1981 à Bayonne, est un joueur de hockey sur glace ;
- Raphaël Larrieu, né en 1981 à Bayonne, est un joueur de hockey sur glace professionnel ;
- Pierre Som, né en 1981 à Bayonne, est un joueur de rugby qui évolue à la Section paloise ;
- Mickaël Etcheverria, né en 1982 à Bayonne, est un joueur de rugby à XV ;
- Vincent Inigo, né en 1983 à Bayonne, est un joueur de rugby à XV et à sept qui évolue à l'Aviron bayonnais ;
- Julien Saubade, né en 1983 à Bayonne, est un joueur de rugby à XV et à sept ;
- Sébastien Rouet, né en 1985 à Bayonne, est un joueur de rugby à XV de la Section paloise ;
- Jonathan Martins Pereira, né en 1986 à Bayonne, est un footballeur possédant la double nationalité franco-portugaise ;
- Christophe Perez, né en 1986 à Bayonne, est un joueur français de hockey sur glace ;
- Stéphane Ruffier, né en 1986 à Bayonne, est un joueur français de football évoluant à l'AS Saint-Etienne ;
- Mathieu Acebes, né en 1987 à Bayonne, est un joueur de rugby à XV qui évolue à la Section paloise ;
- Damien Lagrange, né en 1987 à Bayonne, est un joueur de rugby à XV qui évolue au Stade rochelais ;
- Jean Jo Marmouyet né en 1984 à Bayonne est un joueur de rugby à XV français qui évolue à l'Aviron bayonnais ;
- Romain Sicard, né en 1988 à Bayonne, est un coureur cycliste professionnel évoluant au sein de l'équipe Direct Énergie qui a été champion du monde espoirs en 2009.
- Dan Nécol, né à Bayonne en 1989, il est champion du monde à Pala Corta en duo avec Sylvain Brefel en 2018.

### XXIesiècle
- Eléa Charvet, née en 2002 à Bayonne, athlète française de para canoë-kayak.

## Décès célèbres à Bayonne
(classement par année de décès)

### XIIIesiècle
- Guillaume de Lusignan, né vers 1225 et mort en 1296 à Bayonne, était seigneur de Valence, Montignac, Bellac, Rançon et Champagnac, puis seigneur de Wexford (Irlande) et comte de Pembroke (Pays de Galles) ;
- Edmond de Lancastre ou Edmond Plantagenêt, né en 1245 à Londres et mort en 1296 à Bayonne, comte de Lancastre, fut un prince anglais.

### XVIIIesiècle
- Pierre Sol-Beauclair (1754-1814), général de brigade de la Révolution et de l'Empire, mort dans cette ville;
- Gabriel Adrien Marie Poissonnier Desperrières (1763-1852), général de brigade de la Révolution et de l'Empire, mort dans cette ville ;
- Antoine Morlot (1766-1809), général de brigade de la Révolution et de l'Empire, mort dans cette ville ;
- Thomas Mignot (1768-1813), général de division de la Révolution et de l'Empire, mort dans cette ville ;
- Nicolas François Conroux (1770-11 novembre 1813, mort au combat), général de division de la Révolution et de l'Empire (nom gravé sous l'Arc de Triomphe) ;
- François Fidèle Ripaud de Montaudevert, né en 1755 à Saffré et mort en 1814 à Bayonne, est un corsaire français, célèbre pour ses courses dans l'océan Indien, qui est tué lors du siège de Bayonne à bord de la Sapho qu'il commande.

### XIXesiècle
- Augustin Chaho ou Agosti Xaho, né le 10 octobre 1811 à Tardets et mort le 22 octobre 1858 à Bayonne, est un écrivain, périodiste, indianiste, philologue et homme politique basque français de langue basque et française ;
- Paul Villard, né en 1860 à Saint-Germain-au-Mont-d'Or et mort en 1934 à Bayonne, est un physicien et chimiste français ;
- Pablo Tillac, né en 1880 à Angoulême et mort en 1969 à Bayonne, est un peintre, graveur, sculpteur et illustrateur français ;
- François Duhourcau (né en 1883 à Angers et mort à Bayonne en 1951), romancier, essayiste et historien, lauréat du Grand prix du roman de l'Académie française en 1925.
- Fernand Forgues, né à Pau en 1884 et mort à Bayonne en 1973, est un joueur de rugby à XV qui a joué avec l'équipe de France, le Biarritz olympique, puis l'Aviron bayonnais (qu'il contribua à structurer, avec ses frères Charles et Jules), puis la Section paloise.

### XXesiècle
- Jean Bon, de Paris et de Bayonne (né à Paris en 1872 et mort à Bayonne en 1944), est un député SFIO de la Seine[4] pendant la 1ère guerre mondiale, et membre du Conseil de l'Ordre du Grand orient de France ;
- Henri Grenet, né à Bègles en 1908 et mort à Bayonne en 1995, est un homme politique (maire de Bayonne de 1959 à 1995) et docteur en médecine. Médecin de l'Aviron bayonnais pendant la guerre 39-45 ;
- Joseph Garat (1911-1990), député des Basses-Pyrénées, mort à Bayonne en 1990 ;
- Robert Quilichini (1912-1979), général français, Compagnon de la Libération, est mort à Bayonne ;
- María Luisa Fernández Casielles, dite "Marixa", est une artiste peintre et poétesse espagnole née en 1914 à Oviedo et morte à Bayonne en 1995. Elle est une figure emblématique de la vie culturelle du Pays basque durant la seconde moitié du XXe siècle ;
- Francis Melville-Lynch, né le 26 avril 1917 et mort le 30 septembre 1989 sur le commune, est un aviateur militaire ayant réalisé le tour du monde en 1945 sur le bombardier Boeing B-17 Flying Fortress en 137 heures[5] ;
- Jean Dauger, né en 1919 à Cambo-les-Bains et mort en 1999 à Bayonne, est un joueur français de rugby à XV et de rugby à XIII. Le stade de rugby de la ville porte son nom ;
- Gilbert Larréguy, né en 1931 à Mouguerre et décédé en 2006 à Bayonne, est un joueur de rugby à XV, qui a joué avec l'équipe de France et l'Aviron bayonnais.

## Enterrés à Bayonne
- Marcel Suarès (voir Naissance du XXe siècle)

## Célèbres résidents à Bayonne
(classement par année de naissance)

### XVesiècle
- Jean du Bellay, né en 1492 et mort en 1560, fut évêque de Bayonne.

### XVIesiècle
- Henri d'Apremont, gouverneur de Bayonne sous Charles IX ;
- Étienne Poncher, décédé en 1553 à Paris, fut évêque de Bayonne ;
- Raymond de Montaigne, né en 1581 et mort en 1637, fut évêque de Bayonne.

### XVIIesiècle
- François Fouquet, né en 1611 et mort en 1673, fut évêque de Bayonne en 1637 ou 1639. Il y appela les Visitandines en 1640 et combattit la coutume basque de la cohabitation avant mariage ;
- René François de Beauvau du Rivau, né en 1664 et mort en 1738 ou 1739, fut évêque de Bayonne ;
- Michel Gaudrau, né en 1692 et mort en 1751 à Bayonne, est un maître à danser et danseur de l'Académie royale de musique de Paris ;
- Jacques Bonne-Gigault de Bellefonds né en 1698 et mort en 1746, fut évêque de Bayonne.

### XVIIIesiècle
- Paul-Thérèse-David d'Astros, né en 1772 à Tourves et mort en 1851 à Toulouse, fut évêque de Bayonne.

### XIXesiècle
- Arthur Xavier Ducellier, né en 1832 à Soliers et mort en 1893 à Besançon, fut évêque de Bayonne ;
- Ernest Ginsburger, né en 1876 à Héricourt et déporté et assassiné à Auschwitz en 1943, Grand-rabbin de Bayonne, dont une rue porte son nom;
- Virginia González Polo, née à Valladolid en 1873 et morte en 1923 à Madrid, femme politique féministe espagnole, a résidé à Bayonne[6].

### XXesiècle
- Paul-Joseph-Marie Gouyon, né en 1910 à Bordeaux et mort en 2000 fut évêque de Bayonne ;
- Roland Barthes, de son vrai nom Roland Gérard Barthes, est un critique et sémiologue français né le 12 novembre 1915 à Cherbourg et mort le 26 mars 1980 à Paris. Il passé son enfance à Bayonne et fut l'un des principaux animateurs de l'aventure structuraliste et sémiotique française.
- Raymond Georgein, né à Cheny en 1920 et mort à Paris en 1999, est un artiste-peintre qui a vécu de 1949 à 1958 à Bayonne. Il fut professeur de dessin.